# Koraku
Koraku (gr. Kοράκου) – wieś w Republice Cypryjskiej, w dystrykcie Nikozja. W 2011 roku liczyła 521 mieszkańców.